# Wygraj randkę
Wygraj randkę (ang. Win a Date with Tad Hamilton!, 2004) – amerykańska komedia romantyczna w reżyserii Roberta Luketica.

## Obsada
- Kate Bosworth – Rosalee Futch
- Topher Grace – Pete Monash
- Josh Duhamel – Tad Hamilton
- Nathan Lane – Richard Levy the Driven
- Sean Hayes – Richard Levy the Shameless
- Gary Cole – Henry Futch
- Ginnifer Goodwin – Cathy Feely
- Kathryn Hahn – Angelica
- Octavia Spencer – Janine
- Amy Smart – Siostra Betty
- Stephen Tobolowsky – George Ruddy
- Moon Bloodgood – Cudowna dziewczyna

i inni

## Wersja polska
Wersja polska: Start International Polska

Reżyseria: Marek Robaczewski

Dialogi: Joanna Serafińska

Udział wzięli:
- Izabella Bukowska – Rosalee Futch
- Krzysztof Banaszyk – Tad Hamilton
- Jacek Kopczyński – Pete Monash
- Anna Sroka – Cathy Feely
- Wojciech Paszkowski – Richard Levy the Shameless
- Mieczysław Morański – Richard Levy the Driven

oraz
- Stanisław Pąk
- Bogusław Augustyn
- Joanna Borer
- Hanna Polk
- Jarosław Budnik
- Iwona Rulewicz
- Izabela Dąbrowska
- Zbigniew Suszyński
- Paweł Szczesny
- Katarzyna Kwiatkowska
- Cezary Nowak
- Brygida Turowska
- Sławomir Olszewski
- Janusz Wituch
- Joanna Wizmur

i inni